# アスパルテーム
アスパルテーム（英語: Aspartame）とは、砂糖の約200倍の甘さを持つ非糖質系甘味料で、食品や飲料の砂糖代替品として使用されている。アスパラギン酸とフェニルアラニンという2つのアミノ酸を結合させた白い結晶性の粉末であり、商品名は「パルスイート」「ニュートラスイート」「Equal」などがある。
アスパルテームの安全性は、その発見以来、動物実験、臨床研究、疫学研究、市販後調査などによって、広く研究されており、最も厳密に評価された食品成分の1つである。複数の権威あるレビュ ーによって一日摂取許容量（ADI）の上限で安全に摂取できることが確かめられている。英国食品基準庁（FSA）、欧州食品安全機関（EFSA）、カナダ保健省など、各国の100を超える規制機関から使用が承認されている。

## 性質
アスパルテームは、アスパラギン酸とフェニルアラニンという2つのアミノ酸を結合させたジペプチドである。アスパラギン酸とフェニルアラニンが特定の方法で結合してアスパルテームを形成すると、強い甘味を持つ物質が生成される。
| 甘味料                 | 甘味度 |
| ---------------------- | ------ |
| 砂糖                   | 1      |
| アスパルテーム         | 200    |
| アセスルファムカリウム | 250    |
| スクラロース           | 750    |

砂糖の約180 - 200倍の甘さがあり、卓上甘味料として、または冷菓、ゼラチン、飲料、チューインガムなどに使用される。砂糖と同じ1gあたり4kcalだが、同じ甘味を出すのに必要な量は1/200と非常に少なく、カロリーはごくわずかである。日本では食品100gまたは飲料100ml当たり5kcal未満なら「カロリーゼロ」と表記することが可能なため、カロリーゼロではない場合もあるが、栄養学的に無視できる量である。糖質ではないので血糖値を上げることはなく、グリセミック指数はゼロである。アミノ酸を主成分とするため、ミュータンス菌の栄養源にならず、虫歯の原因にならない。
他の多くのペプチドと同様に、高温または高pHに弱く、アミノ酸に加水分解（分解）することがある。水に溶かしたときの安定性は、時間、温度、pHの影響を受ける。弱酸性のpH2.5 - 5.5の範囲で安定であると考えられ、室温ではpH4.2で最も安定する。ほとんどの清涼飲料水のpHは3 - 5で、アスパルテームは適度に安定している。

2,5-ジケトピペラジンへの環化

耐熱性がなく、196 °Cで分解する。150 °C以上で急速に分解するが、105℃と120℃での分解は比較的遅い。
アスパルテームは、個々の成分（L-アスパラギン酸、L-フェニルアラニン、メタノール）に分解したり、2,5-ジケトピペラジンに環化したりすることがあり、これは調理や焼成によって生成され、甘味を失う原因となる。そのため、他の甘味料よりも製パンや焼き菓子には適していない。
砂糖の自然な甘みに近づける、熱に強くするなどの目的で、アセスルファムカリウムなど他の非糖質系甘味料とブレンドして使用されることが多い。例えば、アスパルテームとアセスルファムカリウムを1:1で併用すると甘味度が40%増強され、甘味質も砂糖に近くなる。味の素の「パルスイート」カロリーゼロは、アセスルファムカリウムを配合して、熱に強くしている。保存期間が長い製品では、サッカリンなどのより安定した甘味料とブレンドすることがある。

## 許容摂取量
食品添加物の一日摂取許容量（ADI）は、「生涯にわたって毎日摂取しても健康上のリスクが認められない量を体重ベースで表したもの」と定義されている。ADIは、動物実験で無毒とされた量の100分の1以下の量に設定されている。
FAO/WHO合同食品添加物専門家会議（JECFA）や欧州食品安全機関（EFSA）、厚生労働省などは、アスパルテームについてこの値を1日あたり体重40mg/kgと設定し、アメリカ食品医薬品局（FDA）は1日あたり50mg/kgに設定している。
この一日摂取許容量（ADI）40mg/kgは、「体重60kgの人は、毎日2400mgのアスパルテームを一生涯摂取し続けても、健康への悪影響は出ない」ということを示している。たとえば、アスパルテームが使われた飲料を1日に2リットル飲んだ場合、アスパルテームの摂取量を過大に見積もっても1000mgに至らない。欧州食品安全機関（EFSA）は、「体重60kgの人は、最大許容使用量を含む330mlのダイエット飲料を毎日12缶飲まないとADIに達しない」「実際の飲料はもっと低い濃度、最大許容濃度の3 - 6分の1で使用されるので、ADIに達するには36缶以上必要」と説明している。
アメリカ、ヨーロッパ諸国、オーストラリアなど、世界各国におけるアスパルテームの消費量を調べた研究では、高レベルのアスパルテームの摂取でさえ、ADIをはるかに下回っていることがわかった。日本での摂取量は、2022年の厚生労働省による調査では6.58mg/人/日であり、ADIの約0.3%だった。

### 食品添加物のリスク評価
食品安全委員会などが行う「リスク評価（食品健康影響評価）」では、国によって食品の摂取量などの状況は異なるため、各国の現状に近い摂取量に基づきリスク評価が行われる。
食品添加物については、安全性を確保するため、動物実験によって無害とされた量（無毒性量）について、その無毒性量の100分の1以上の安全係数を掛けて、人が一生涯食べ続けても健康に悪影響を与えない量、すなわち「一日摂取許容量（ADI）」が設定される。摂取許容量（無毒性量の100分の1以下の量）より大幅に少ない量が法令上の基準値とされた上に、実際に使用される量は基準より更に大幅に少ない。このように食品添加物は、毎日・一生食べても安全な範囲でのみ使用される。
アスパルテームの生殖・発生毒性試験における無毒性量（NOAEL）は、ラットでは試験した最高用量の4000mg/kg体重/日、マウスでは試験した最高用量の5700mg/kg体重/日であり、生殖・発生毒性物質ではないと結論づけられている。

## 作用機序
人がアスパルテームの甘味を感じるのは、TAS1R2とTAS1R3というタンパク質で形成されるヘテロ二量体Gタンパク質共役型受容体との結合によるものである。
味覚受容体の違いにより、げっ歯類ではアスパルテームは認識されない。

### 代謝物
アスパルテームは小腸で速やかに加水分解される。非常に高用量（200mg/kg以上）のアスパルテームを摂取しても、アスパルテームは迅速かつ完全に代謝されるため、血中では検出されない。
アスパルテームを摂取すると、アミノ酸であるアスパラギン酸とフェニルアラニン、メタノールに分解される。アスパラギン酸やフェニルアラニンは天然型のアミノ酸であり、吸収された後は、通常のアミノ酸と同様に体内でたんぱく質の材料にされたり、脱アミノ化された後にエネルギー源として分解され、二酸化炭素として排出される。メタノールは、二酸化炭素とホルムアルデヒドに代謝され、その後完全に酸化されてギ酸になる。メタノールやホルムアルデヒドは、一般的な食品を摂取しても体内で生成されるため、アスパルテームをADI量まで摂取するヒト試験でも、血液中のこれらの物質の濃度上昇は見られなかった。

#### アスパラギン酸
アスパラギン酸は、食事に含まれる最も一般的なアミノ酸の1つである。メタノールやフェニルアラニンと同様に、アスパルテームからのアスパラギン酸の摂取量は、他の食事から摂取する量よりもはるかに少ない。摂取量の90パーセンタイルでは、アスパルテームから摂取できるアスパラギン酸の量は、1日摂取量の1 - 2%に過ぎない。アスパルテームとグルタミン酸など他のアミノ酸との組み合わせは、興奮毒性を引き起こすという指摘があるが、臨床研究では神経毒性作用の証拠は示されておらず、代謝の研究から、毒性が予想されるレベルまで十分な量のアスパラギン酸やグルタミン酸を食品や飲料から摂取することは不可能なことが示唆されている。

#### フェニルアラニン
フェニルアラニンは、牛乳、卵、肉などの食品中のたんぱく質に多く含まれる必須アミノ酸の1つであり、正常な成長と生命の維持に必要である。ただし、フェニルアラニンが上手く代謝されない約8万人に1人の遺伝性疾患であるフェニルケトン尿症（PKU）患者においては、フェニルアラニンを摂りすぎることは健康上の危険になる。新生児は退院前に必ず「新生児マススクリーニング検査」でPKUの検査を受けており、PKU患者は、母乳を含む全ての食品に含まれるフェニルアラニンの摂取量をコントロールしなければならない。日本を含む多くの国では、アスパルテームを含む食品のラベルに「フェニルアラニンを含む」と表記することが義務付けられている。
PKUを発症していない一般の人々にとって、フェニルアラニンは安全であると考えられている。フェニルケトン尿症でない人に対するアスパルテームのフェニルアラニンの安全性に関する懸念は、神経伝達物質のレベルや、神経症状を引き起こす可能性のある血液中や脳内の神経伝達物質相互の比率の変化が主なものである。文献のレビューでは、このような懸念を裏付ける一貫した知見は得られておらず、大量摂取は生化学的な影響を及ぼす可能性はあるものの、毒性研究ではこのような影響は見られていない。また、メタノールやアスパラギン酸と同様に、牛乳、肉類、果物などの一般的な食事において、アスパルテームからの摂取よりもかなり多量のフェニルアラニンを摂取している。

#### メタノール
アスパルテームの代謝によって生成されるメタノールは、いくつかの理由から安全性の懸念とはなりにくい。アスパルテームを添加した食品や飲料から生成されるメタノールの量は、天然に存在する食品・飲料からのメタノールの量より少ない。ホルムアルデヒドに関しては、体内で速やかに変換され、アスパルテームの代謝によるホルムアルデヒドの量は、人体や他の食品・薬物から日常的に生成される量と比較するとごくわずかである。アスパルテームの予想最高摂取量では、メタノールやギ酸の血中濃度は上昇せず、アスパルテームを摂取量の90パーセンタイルで摂取した場合、生成されるメタノールの量は、有毒とされる量の25分の1である。メタノールは、果物や野菜やジュースにも含まれており、アスパルテームの代謝で産生されるメタノールは、トマトや柑橘類のジュースから摂取する量よりも少ない。メタノールは、代謝（特に果物のペクチンから）により体内でも生成され、人体では1日平均0.4 - 1.4gの内因性メタノールが生成される。そのため、アスパルテームを体重1kgあたり34mg（単回）または70mg/kg（8回摂取）まで摂取しても、血中に検出可能な濃度のメタノールは生成されなかった。
メタノールについて、アメリカ食品医薬品局（FDA） は、調味料として普通に使う量は微量であるため、健常人であれば、急性毒性や慢性毒性の問題は起こらないと判断している。

## 安全性の評価
アスパルテームの安全性は、動物実験、臨床研究、疫学研究、市販後調査などによって、広く研究されており、最も厳しく検査されている食品成分の1つである。各国の100を超える規制機関が、通常の一日摂取許容量（ADI）の上限で安全に摂取できると評価している。
アスパルテームは、消化管内で完全に分解され、一般的なアミノ酸であるアスパラギン酸とフェニルアラニン、およびメタノールになる。これらの物質はすべて、人体に天然に存在し、アスパルテームの代謝で産生される量は、果実や野菜を含む他の食品から摂取する量よりも少ない。またアスパルテームがそのまま血中に入ることはなく、有害な影響を及ぼす理にかなったメカニズム（作用機序）がないことが指摘されている。

### 代謝と体重
2017年、臨床試験のレビューによると、砂糖の代わりにアスパルテーム（または他の非栄養甘味料）を使用すると、カロリー摂取量と体重が減少することが示された。2017年のレビューでは、アスパルテームは血糖値、インスリン、総コレステロール、トリグリセリド、カロリー摂取量、体重に影響を与えないことがわかった。高密度リポ蛋白質濃度は対照と比較して高かったが、砂糖と比較すると低かった。
2023年5月、世界保健機関（WHO）は、「体重管理または非感染性疾患（NCD）のリスクを減らすための手段として非糖質系甘味料を使用しないことを勧める」というガイドラインを公表した。。長期的には体重管理には役に立たないとみられること、2型糖尿病や心血管疾患、成人の死亡リスクが増加するなど、望ましくない影響がある可能性を示唆している。一方で、甘味料の化学構造やヒトへの生理的影響はそれぞれ違うため、ガイドラインの根拠は不十分ともしている。潜在的なメカニズムとしては、甘味に対する快楽的反応への影響、口腔内での甘味の感知とその後の消化管へのエネルギー供給の期待とを結びつける経路、代謝ホルモンおよびその他の生物学的分子の放出などが挙げられる。非糖質系甘味料にはステビアやラカンカなど天然のものや、アスパルテームやスクラロースなど化学的に合成したものがあり、多糖類のローカロリーシュガーや糖アルコールは含まれない。WHOは2015年に、遊離糖類（砂糖やハチミツ、果汁などに含まれる糖類）の過剰摂取を戒める指針も出しており、肥満や虫歯の予防のために1日あたりの摂取量を総エネルギー量の10%未満にするよう強く勧めている。WHOは、「長期的な健康のためには遊離糖類を甘味料に置き換えるのではなく、摂取する食品全体から甘味を減らす」「果物など自然に存在する糖類を含む食品、甘味のない飲み物や食べ物をとり、人生の早い段階から食事の甘味全体を減らす」ようアドバイスしている。

### がん
2023年現在、アメリカ食品医薬品局（FDA）や欧州食品安全機関（EFSA）などの規制機関やアメリカ国立がん研究所は、アスパルテームの摂取は1日の許容摂取量内であれば安全であり、がんを引き起こさないと結論づけている。これらの結論は、アスパルテームとがんとの間に関連性がないことを明らかにしたレビューや疫学研究など、さまざまな証拠に基づいている。

#### ラマツィーニのがん研究
2000年代、欧州ラマツィーニ財団（ERF）の科学者が、アスパルテームの発がん性をラットを用いた複数の試験結果（2005年、2007年、2020年）などで指摘し、その都度大きく報道されている 。しかし、これらの研究については、欧州食品安全機関（EFSA）やアメリカ食品医薬品局（FDA）が実験方法や解釈などに多数の科学的不備があると指摘し、発がん性を否定している。カナダ保健省と英国食品基準庁も同様に、研究の方法論に重大な問題があるとして研究結果を否定した。
FDAとESFAの審査と同時期に、アスパルテームの開発会社である味の素株式会社は、安全性と規制に関するコンサルティング会社であるBurdock Groupを通じて審査を依頼した。10名からなる国際的な専門家委員会（Magnuson）によるレビューは、研究のデザイン、実施、結論に多くの欠陥があるとする規制当局の評価と一致した。別のレビューでは、ERFが適切な査読のある学術誌に掲載される前に、メディアを通じて結果を発表する「記者会見による科学」に依存したため、メディアでこの研究についての論争や宣伝を煽ることにつながったと批判している。
2023年、FAO/WHO合同食品添加物専門家会議（JECFA）は、ERFの研究について「研究デザインや実施、報告、解釈に限界があり、リスク評価には使用できない」と判断した。JECFAは、発がん性試験を計12件評価したが、ERFの試験以外の結果はすべて、「発がん性なし」だったと説明している。

#### 疫学研究
2022年に発表された「NutriNet-Santé」というフランスの疫学研究では、約10万人を7年間追跡した結果、化学合成した非糖質系甘味料（特にアスパルテーム）を摂取している群は、未摂取群よりも発がんリスクが高かった。しかし、化学物質は摂取量が多いほどリスクが大きくなる性質があるにもかかわらず、この研究では摂取量が多いほどリスクが大きくはならなかった。また、回答はオンラインで、調査対象者が自発的かつ独自に病歴と食事情報を入力する方法で行われ、研究者たちは問診票の正確性をチェックできなかった。その他の理由もあり、「残余交絡（アスパルテーム以外の影響を取り除けていない）」の可能性がうかがわれた。疫学調査では、野菜や果物、アルコール、たばこなどの摂取量、年齢、性差、労働環境、遺伝要因など、さまざまな因子が複雑に関係して、「がんになる」という結果となる。非糖質系甘味料を使う人には、特有の食習慣があるかもしれず、何か理由があって食習慣を変えたのかもしれない。
2023年、FAO/WHO合同食品添加物専門家会議（JECFA）はこの疫学研究について検討したが、アスパルテームと特定のがん種との間に一貫した関連性は認められず、「偶然性やバイアス、残余交絡の可能性」があると判断し、発がん性の根拠には説得力がないと結論づけた。
2022年に発表されたアメリカの疫学研究では、約93万人を28年間追跡したが、砂糖入り飲料と非糖質系甘味料入り飲料の摂取頻度は、どちらもがん死亡率に影響していなかった。

#### 2023年の発がん性の可能性ありとの分類
2023年7月14日、世界保健機関（WHO）の傘下にある「国際がん研究機関（IARC）」と「FAO/WHO合同食品添加物専門家会議（JECFA）」は、アスパルテームの健康影響について公表した。IARCはアスパルテームが「ヒトに対して発がん性がある可能性がある」と分類し、JECFAは「ガンとの関連性を示す証拠は説得力がない」と述べ、体重1kgあたり40mg/日のアスパルテームを生涯摂取しても安全であるとの勧告を維持した。この1日あたり40mg/kgのADIを体重60kgの人が超えるには、アスパルテームを含む330mlのダイエット飲料を、毎日36缶以上摂取する必要がある。IARCとJECFAの発表後に相次いで発表された各国の食品安全担当機関の見解は、JECFAの結論を重視しており、アメリカ食品医薬品局（FDA）は、「IARCの結論に同意しない」と述べている。
この発表の前日、内閣府の食品安全委員会は、IARCと食品安全機関であるJECFAの評価の違いについて情報提供するために、「アスパルテームに関するQ＆A」を掲載した。
- FAO/WHO合同食品添加物専門家会議（JECFA）は、アスパルテームの許容一日摂取量（ADI）を変更する理由はないとして、この範囲内でアスパルテームを摂取することの安全性を再確認した[36][96][97]。JECFAがアスパルテームを評価するのは3回目だが、アスパルテームは消化管内で完全に加水分解される上に、新しい実験動物やヒトに関する研究結果を考慮しても、「アスパルテームを摂取した後、有害な影響を及ぼすという『説得力のある根拠（convincing）』はない、さらに現在の食事を介したアスパルテームの推定暴露量は健康上の懸念をもたらすものではない」と結論づけた[45][36][96][94]。
- 国際がん研究機関（IARC）は、アスパルテームがヒトのがんを引き起こすという「限定的な証拠（limited evidence）」をもとに、「発がん性がある可能性がある」というIARC発がん性リスク一覧のグループ2Bに分類した[98][96]。2Bの発がん性は、専門家の間では可能性が相当低いものであると考えられている[94]。この分類を支えるヒト研究のうち、核となるものはフランスの疫学研究「NutriNet-Santé」である[92][99]。IARC報告書の研究員は、「この分類は、発がんの危険性があることを示す直接的な声明として受け取るべきではなく、より多くの研究を研究コミュニティーに呼びかけるものとみなすべきだ」と述べている[100][93]。
アメリカ食品医薬品局（FDA）はこの報告書に対し、次のように述べている[3][93]。「FDAは、このIARCの結論に同意しない。FDAの科学者は、2021年にIARCのレビューに含まれる科学的情報が最初に公開されたときにそれをレビューし、IARCが依拠した研究に重大な欠陥があることを確認している。FDAは、JECFAが現在の使用レベルではアスパルテームの安全性に懸念を示さず、一日摂取許容量（ADI）を変更しなかったことに注目している。アスパルテームは、人間の食品供給において最も研究されている食品添加物の1つである。FDAの科学者は、アスパルテームが承認された条件下で使用される場合、安全性に懸念を持っていない」[3][93]。国際甘味料協会も「広く信用されていない研究」に基づくものだとしてIARCを批判した[101]。

| グループ | ヒトに対する評価                                      | 発がん性を示す根拠の程度 | 例 |
| -------- | ----------------------------------------------------- | --- | --- |
| 1        | 発がん性がある                                        | ヒトにおいて「発がん性の十分な根拠」がある場合 | たばこ、アルコール飲料、紫外線、加工肉（ハムやソーセージ）など |
| 2A       | おそらく発がん性がある （可能性が高い：Probably）     | 以下のうち少なくとも2つに該当する場合 *ヒトにおいて「発がん性の限定的な証拠」がある *実験動物において「発がん性の十分な根拠」がある *発がん性物質としての主要な特性を示す有力な証拠がある | 亜硝酸塩、アクリルアミド（高温の調理で発生する）、赤肉（哺乳類の肉）、65℃以上の飲物、シフト勤務など                                                                 |
| 2B       | 発がん性がある可能性がある （可能性が低い：Possibly） | 以下のうち1つに該当する場合 *ヒトにおいて「発がん性の限定的な証拠」がある *実験動物において「発がん性の十分な根拠」がある *発がん性物質としての主要な特性を示す有力な証拠がある           | アロエベラ、カフェ酸（どの植物にも含まれる成分）、ココナツオイル石けん、アセトアルデヒド（お酒を飲むと身体の中で代謝される）、わらび、漬物など←アスパルテームが追加 |
| 3        | 発がん性について分類できない                          | 上記いずれにも該当しない場合 | カフェイン、茶、サッカリンなど |

このグループ分けは「発がん性に関する科学的根拠の強さ」であり「発がん性の強さや暴露量に基づくリスクの大きさ」ではない。同じグループのものは、「リスクが同程度」なのではなく、「発がん性を示す根拠の強さが同程度」という意味である。同一グループ内のある要因と別の要因とでは、発がんの可能性や程度は異なるため、両者を比較することはできない。実際の生活における健康への悪影響については、起こりうる影響の性質の分析や、人がその物質をどの程度摂取しているのかを推定した上で、影響が起きる可能性とその程度をリスク評価する必要がある。

### 神経毒性症状
レビューでは、低用量のアスパルテームが神経毒性作用につながるという証拠は見つからなかった。小児を対象とした研究のレビューでは、アスパルテームの摂取によるパニック発作、気分の変化、幻覚、注意欠陥多動性障害（ADHD）、発作などの精神神経疾患に関する安全性の懸念について、有意な所見は認められなかった。

### 頭痛
レビューでは、アスパルテームが頭痛を引き起こすことを示す証拠はほとんど見つかっていないが、一部の消費者はアスパルテームに敏感である可能性がある。

### 腸内細菌叢への影響
腸内細菌叢へ悪影響を及ぼすという仮説にはエビデンスが全く足りていない。
2014年、Natureに「マウスの腸内細菌叢に非糖質系甘味料が影響し、糖尿病を促進する可能性がある」という論文が掲載された。しかし、マウスでの試験が中心で、ヒトへの影響についてはわずかな人数（7人）しか調べていないことなどから、各国機関ともに、ヒトへの健康影響を示すエビデンスとしては採用していない。2022年、同じ研究グループが研究を発表し、ヒトに4種の甘味料（サッカリン、スクラロース、アスパルテーム、ステビア）を2週間摂取すると、サッカリンとスクラロースは腸内細菌叢に変化が見られ、アスパルテームとステビアは変化が見られなかった。
2022年、国際連合食糧農業機関（FAO）は農薬や動物用医薬品等の腸内細菌叢への影響を調べた研究をレビューし、「『良い腸内細菌叢はどのようなものなのか？』が不明確なまま研究が行われていること」「研究は緒についたばかりであり、追加の研究が多数必要であること」を明確にした。

## 化学
アスパルテームは、天然アミノ酸であるL-アスパラギン酸とL-フェニルアラニンのジペプチドのメチルエステルである。強酸性またはアルカリ性の条件下では、加水分解によってメタノールを生成する。より厳しい条件下では、ペプチド結合も加水分解され、遊離アミノ酸が生じる。

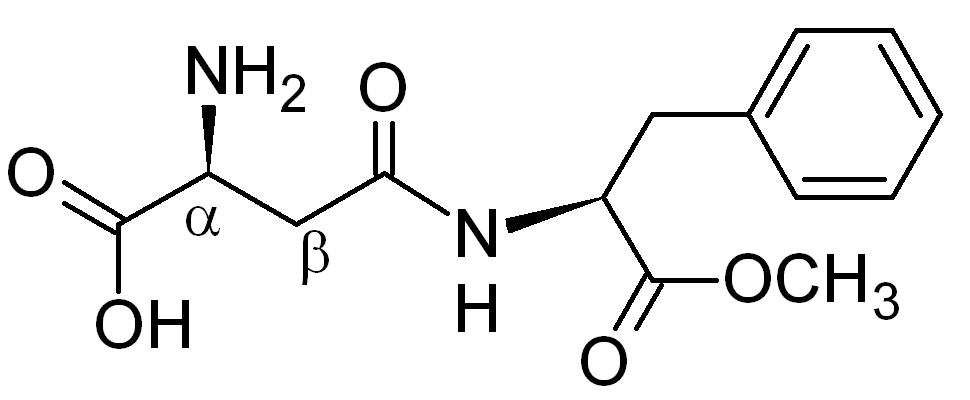
β-アスパルテームは、アスパラギン酸のカルボキシル基がフェニルアラニンの窒素に結合する点でアスパルテームと異なる

2つの合成法が商業的に用いられている。化学合成では、アスパラギン酸をギ酸と無水酢酸の混合物で処理することにより、アスパラギン酸の2つのカルボキシル基が結合して無水物となり、アミノ基は保護されたホルミル基となる。フェニルアラニンはそのメチルエステルに変換され、N-ホルミルアスパラギン酸無水物と結合する。その後、保護基は酸加水分解によってアスパラギン窒素から除去される。この方法の欠点は、アスパラギン酸無水物から誤ったカルボキシル基がフェニルアラニンに結合すると、副産物として苦味のあるβ-形態を生成し、目的の異性体と望ましくない異性体が4：1の割合で生成されることである。別の方法では、Bacillus thermoproteolyticus由来の酵素を用いて、化学的に変化したアミノ酸の結合を触媒することにより、β-形態の副生成物を含まない高収率を得られ、理想的なアスパルテーム風味が得られる。この方法は収率が低いため、以前は商業的に使用されていなかった。アスパルチル-フェニルアラニンを酵素的に直接生産し、その後に化学的にメチル化を行う方法も試みられているが、現在のところ商業生産には用いられていない。
常圧においてアスパルテームの分解点は246 ℃から247 ℃である。常温常圧でアスパルテームは、白い結晶性の粉末として存在する。アスパルテームは構造中にペプチド結合、さらには、エステル結合を持っているために、酸や塩基に対して、特に温度が上がると、やや不安定である。このために、水分のある状態での長期安定性が、他の食品添加物と比較して劣る。なお、アスパルテームの溶解度は、20 ℃の水に対して、10 (g/L)程度である。

## 歴史

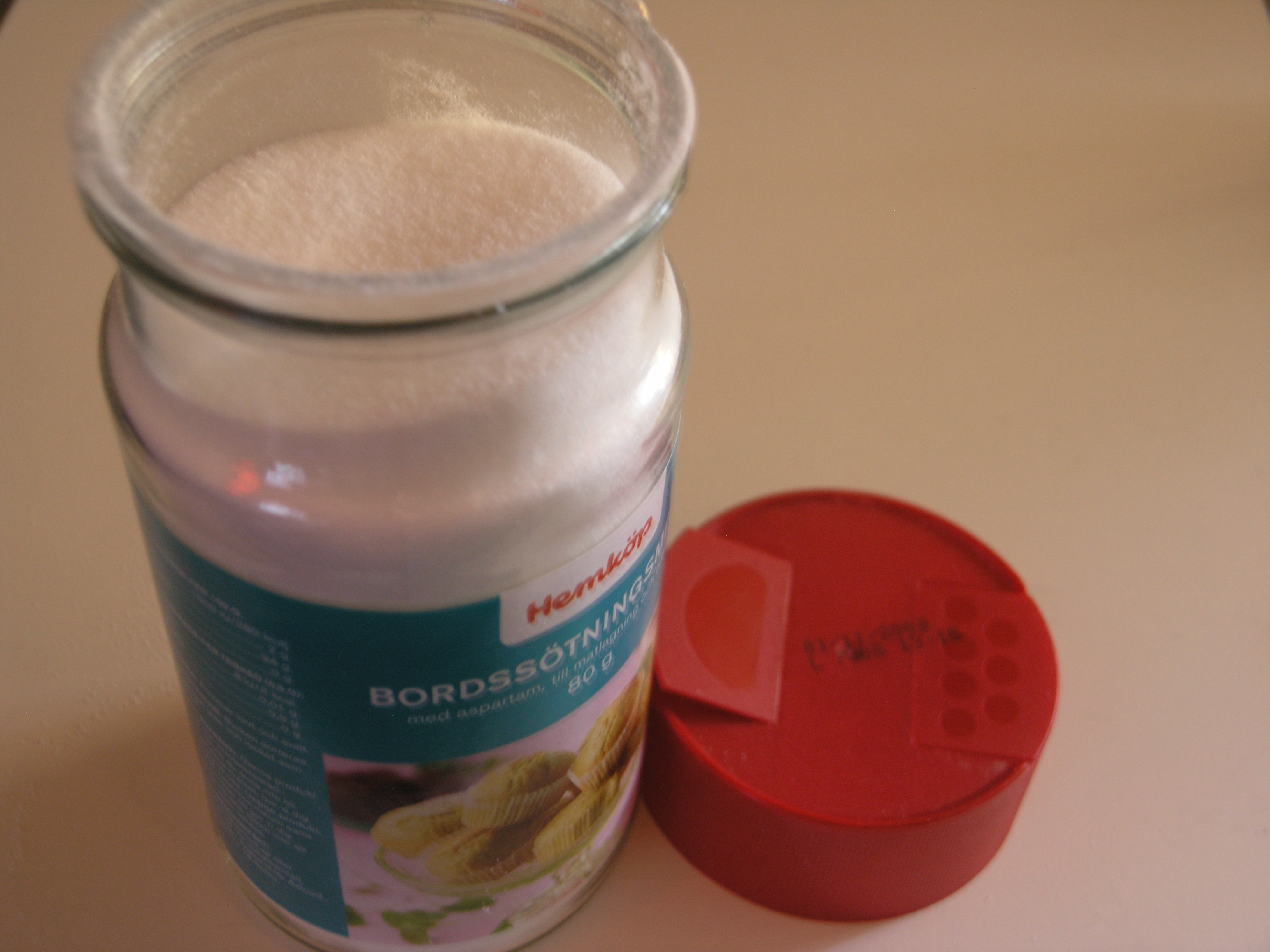
アスパルテーム粉末をベースにした甘味料

- 1965年、アメリカの製薬会社G.D.サール社の化学者ジェームズ・M・シュラッターが、ガストリンの合成に取り組んでいたときに偶然発見した[113]。シュラッターは、抗潰瘍薬の研究をして、ホルモンであるガストリンのテトラペプチドを生成する中間段階としてアスパルテームを合成した[113]。シュラッターは、薬包紙を持ち上げようとして、アスパルテームがついた指をなめて、その甘味を発見した[8][114][115]。トルン・アテラス・ガリンは、アスパルテームの開発を監督した[116]。
- 1974年、アメリカ食品医薬品局（FDA）が食卓用甘味料と、チューインガム、温めない朝食用シリアル、及び特定の食品の素／乾燥品への使用を認可し、安全な摂取量を設定した[117][18][65]。
- 1975年、FDAはアスパルテームの承認を保留し、サール社がアスパルテームを販売することを禁止した[118][65]。FDAのタスクフォースチームは、アスパルテームに関する11の研究を含む、メーカーから提出された25の研究を評価して、「サールの業務に重大な欠陥がある」と報告した[118]。
- 1979年、FDAの食品安全・応用栄養センター（CFSAN）は、アスパルテーム研究における問題の多くは些細で、結論に影響しないため、これらの研究はアスパルテームの安全性を評価するために使用できると結論づけた[118][65]。
- 1980年、FDAはアスパルテームと脳腫瘍の関係を調査するために、独立したアドバイザーからなる公開調査委員会（PBOI）を招集した[118]。PBOIは、アスパルテームが脳障害を引き起こすことはないと結論づけたが、実験用ラットのがんに関して未解決の問題があるとして、その時点では承認しないよう勧告した[118][119]。

Equalのブランドロゴ

- 1981年4月、FAO/WHO合同食品添加物専門家会議（JECFA）が、健康への影響を評価し、一日摂取許容量（ADI）を40mg/kg体重/日に設定した[45][40]。
- 1981年7月、FDAはアスパルテームの乾燥食品に関する認可停止を解除した[118][65]。FDAは、アスパルテームが脳腫瘍を引き起こさないという合理的な確信があると結論した[118][65]。サール社は、商品名「Equal」（ヨーロッパでは「Canderel」、フランス1979年、イギリス1983年に発売[120][121]）で、販売を開始した。
- 1983年、FDAは炭酸飲料へのアスパルテームの使用を承認し、ADIを50mg/kgに設定した[65]。飲用使用のためのブランド名は「ニュートラスイート」と名付けられた。コカ・コーラ社のダイエットソーダ「タブ（TaB）」に、アスパルテームとサッカリンの混合物。ペプシコ社の「ダイエットペプシ」に、アスパルテームが100%使用されたことなどをきっかけに普及した。
- 1994年、EU全体で承認された[40]。
- 1996年、FDAはアスパルテームの使用に関する全ての制限を撤廃した[57][122]。
- 1997年、「ニュートラスイート」が卓上甘味料として発売された[123]。
- 2002年、欧州食品科学委員会（SCF）はその後の安全性研究を評価し、設定された許容一日摂取量（ADI）40 mg/kg体重/日について、安全上の懸念はなく、ADIを変更する必要はないとした[41]。
- 2006年、欧州食品安全機関（EFSA）は一連の研究を評価した結果、以前に設定された一日摂取許容量（ADI）が適切であると報告した[124]。
- 2010年、英国食品基準庁（FSA）は、アスパルテームを摂取後に副作用を経験したと主張する人々を対象とした二重盲検比較試験に資金を提供した[125]。しかし試験の結果、以前に過敏症を主張していた被験者でも、安全性の問題や副作用の証拠は見つからなかった[126]。2013年10月、FSAの毒性委員会は会議で結果を評価し「提示された結果は国民の健康を守るための措置の必要性を示すものではない」と判断した[126]。
- 2011年、欧州食品安全機関（EFSA）は、2009年1月20日以前にEUで認可されたすべての食品添加物の体系的な再評価の一環として、アスパルテームの再評価を開始し、再評価で使用する600のデータセットをすべて公開した。これには、「1980年代初頭に欧州でアスパルテームの認可申請を支持するために提出された、アスパルテームに関する112のオリジナル研究を含む」未発表の科学的データも含まれていた[127][128][129]。
- 2013年、EFSAは報告書を発表し、アスパルテームとその代謝物は「現在の暴露レベルでは消費者に毒性の懸念はない」と評価した[130][40]。現在の一日摂取許容量（ADI）は一般集団にとって安全であると考えられ、消費者のアスパルテームへの暴露はこのADIを下回っている[130][131]。
- 2023年7月現在、FAO/WHO合同食品添加物専門家会議（JECFA）や欧州食品安全機関（EFSA）、アメリカ食品医薬品局（FDA）などは、アスパルテームを一日摂取許容量（ADI）の範囲内で摂取した場合、安全であると評価している[3][40]。

日本
- 1983年、厚生労働省（当時、厚生省）がアスパルテームを食品添加物として認可し、FAO/WHO合同食品添加物専門家会議（JECFA）が設定していた一日摂取許容量（ADI）40mg/kg体重/日を採用した[41][36]。
- 1984年、味の素株式会社が卓上用甘味料「パルスイート」を発売した[5]。
- 日本生活協同組合連合会は、安全性への懸念からアスパルテームを含む食品の取り扱いを行ってこなかったが、1999年に取り扱い制限を解除した[132][133]。コープ自然派、パルシステム、生活クラブなどは、2023年現在も使用していない[134][135][136]。

## 商用利用
G.D.サール社はアスパルテームの特許を保有し、ニュートラスイートという商品名で販売していた。1985年、サール社はモンサント社に買収され、モンサント社はニュートラスウィート社という別部門として甘味料の製造を続け、2000年に売却した。アスパルテームは1992年に特許が切れ、現在、世界のアスパルテーム市場はさまざまな競合他社によって供給されている。
アスパルテームは、世界中で販売されている約6000種類の消費者向け食品・飲料の成分である。2004年、アスパルテームの市場規模は年間14,000トンで、年間2％ずつ増加していた。2022年、フランスで行われた食事調査では、化学合成した非糖質系甘味料の摂取量はアスパルテーム（58%）、アセスルファムカリウム（29%）、スクラロース（10%）の3種類で97%を占めていた。摂取源は、清涼飲料水から53%、食卓甘味料から29%摂取していた。2023年現在、アメリカで販売されている炭酸飲料トップ10のうち、約15％がアスパルテームを使用している。

### サール社

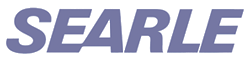
サール社のロゴ

- 1965年、G.D.サール社の化学者ジェームズ・M・シュラッターがアスパルテームを発見した[113]。
- 1979年、ロバート・B・シャピロを相談役とし、アスパルテーム製品「ニュートラスイート」を開発した[137]。
- 1981年、アスパルテームを商品名「Equal」（ヨーロッパでは「Canderel」）で、販売開始した[120][121]。アスパルテームに関するサール社の特許は1981年に延長され、最終的に1992年12月に失効した[137][142]。
- 1977 - 1985年に、サール社のCEOを務めたドナルド・ラムズフェルドによると、ロナルド・レーガン大統領の中東特使として1983年にサウジアラビアを訪問し、ファハド国王と会談し、お茶を提供された時、国王はキャンデレル（アスパルテーム）を持ってくるように指示した[143]。国王は、妻に勧められて、いつもお茶にこれを使用し、体重を数キロ減量できたと述べていた[143]。ラムズフェルドは、「この場面をビデオに収めてTVコマーシャルに使うためなら、どんなことでもするだろう」と思ったと回想している[143]。

### ニュートラスイート社
- 1985年、モンサント社がサール社を買収し、アスパルテーム事業はモンサント社の子会社「ニュートラスイート社」として独立した[138]。
- 2000年3月、モンサント社は、ニュートラスイート社をボストンの投資会社「JWチャイルズ・アソシエイツ」に売却した[139][144]。

### 味の素

味の素のロゴ

味の素株式会社は世界最大のアスパルテーム製造会社であり、市場の40％のシェアを持つ。アスパルテームの工業的製造方法の多くを開発し、日本やアメリカ、カナダ、欧州連合で特許を取得している。
- 1984年、1983年の厚生省による認可を受けて、卓上用甘味料「パルスイート」を発売した[5]。
- 1988年、エリスリトールを配合した「パルスイート」カロリーゼロを発売した[5]。
- 2000年、アスパルテーム事業をモンサント社から6700万ドル（2021年の1億200万ドルに相当）で買収した[147][148]。
- 2003年、パルスイートにアセスルファムKを配合し、加熱料理に使えるようにした[5]。
- 2007年、イギリスのスーパーマーケットチェーンのアスダは、自社ブランド商品にアスパルテームを使用しないと発表した[149]。2009年4月、味の素は、アスダの「no nasties（不快なものは含まない）」キャンペーンに対して、悪意のある虚偽広告だとして英国の裁判所に提訴した[150][151]。 2009年7月、第一審の裁判官は、「no nasties」表示は「アスパルテームが有害であることを意味するものではない」とし、アスダが勝訴した[150][151]。2010年6月、控訴裁判所は判決を覆し[152][153]、2011年にはアスダがパッケージからアスパルテームに関する記述を削除することで和解した[154][155]。
- 2014年、アスパルテームの誘導体としてアドバンテームを開発した[156]。これは、アスパルテームが持つアミノ基を化学修飾した化合物であり、砂糖の2万倍の甘さを持つとされている[157]。アドバンテームは、2014年にアメリカ食品医薬品局と欧州委員会から、食品添加物としての認可を受け[158][65]、日本でも2014年に厚生労働省から認可を受けて、食品添加物として販売が開始された[159]。「パルスイート」カロリーゼロの液体タイプに用いられている[31]。

## アスパルテーム論争
1974年にアメリカ食品医薬品局（FDA）が初めて承認して以来、いくつかの論争の的となってきた。脳腫瘍への関与の疑いに始まり、安全性を裏付ける初期研究の質が不十分で欠陥があると主張され、1981年の承認には利益相反があると争われた。アスパルテームは、FDAの2つの委員会により評価され、さらなる調査の前に承認を保留するという結論が出された。1987年、アメリカ政府の説明責任局は、アスパルテームの食品添加物承認プロセスは適切に行われていたと結論づけた。
1996年、FDAの承認プロセスに対する批判や、アスパルテームがヒトに脳腫瘍を引き起こす可能性があるという懸念を取り上げた『60ミニッツ』の報道によって、より多くの視聴者に論争が知られるようになった。60ミニッツの特集では、「アスパルテームの認可は、FDAの歴史上最も争われたものの1つである」と紹介された。
1999年、「ナンシー・マークル」というペンネームによる投稿がインターネットを通じて拡散され、誤解を招く検証不可能なデマ・チェーンメールの根拠となった。数多くのウェブサイトが、アスパルテームと湾岸戦争症候群や全身性エリテマトーデスなどが関連するという科学的証拠に裏付けられていないこのメールの主張を広めている。

### ウォルトンの研究
1996年、ノースイースタン・オハイオ大学医学部の精神科医であるラルフ・G・ウォルトンは、自費出版したアスパルテーム研究で、業界が資金提供した研究では安全性の懸念は認められなかったが、独立した92の研究のうち84では安全性の懸念が認められたと述べている。この分析はテレビ番組『60ミニッツ』に投稿され、インターネット上でも広く議論された。しかし、ウォルトンは文献のレビューから少なくとも50件の査読済み安全性研究を除外しており、彼が業界からの資金提供を受けていないとして挙げた研究のほとんどは、出版された研究ではなく、編集者への手紙、症例報告、レビュー記事、または本の章だった。またウォルトンが安全性の懸念が認められたとして引用した出版物のほとんどが、アスパルテームを含んでいないか、否定的な結論を引き出していない、査読を受けていない、逸話的である、または重複していた。

### インターネット上のデマ、陰謀論
1999年、多くのウェブサイトで流布された陰謀論を含むデマは、アスパルテームが多くの有害な医学的影響を及ぼすとしている。
この説は、FDAによるアスパルテームの承認プロセスが汚染されていたと主張し、その情報源として「ナンシー・マークル」の話に基づく電子メールを引用している。「マークル」のメールは、FDAとアスパルテーム製造者の間に陰謀があるとしており、この陰謀論は、いくつかのインターネット陰謀論や都市伝説のウェブサイトで議論される典型的な例となっている。この説の主張のほとんどは医学的証拠と矛盾しているが、誤った情報は1998年12月中旬以来チェーンメールとして世界中に広まり、消費者を恐怖させ続ける都市伝説として多くのウェブサイトに影響を与えている。
具体的には、デマサイトはアスパルテームが多発性硬化症、全身性エリテマトーデス、メタノール中毒の原因であり、「失明、痙攣、射出痛、発作、頭痛、抑うつ、不安、記憶障害、先天異常」を引き起こし、死に至らしめると主張している。センセーショナルなウェブサイトが乱立し、逸話的な主張や医学的な誤った情報で埋め尽くされているが、それらのデマは、医学的な研究によって裏付けられていない。このメールは「インターネット上での中傷キャンペーンで、内容はまったくの虚偽であり、誤解を招き、事実に基づく根拠は何もない」と評されている。
メディア・アウェアネス・ネットワークは、ウェブページの信頼性を判断する方法についてのチュートリアルで、この誤報のバージョンの1つを取り上げた。チュートリアルは、「マークル」のメールが信用できないことを示し、「ネットで健康情報を読むときは、必ずその情報の出所を確認するように」と述べている。エーデル学部長は「マークル」の手紙に対して非常に強く警告した。 「電子メールのデマに注意してください：アスパルテームについて、健康上の危険性を警告する非常に不正確な『チェーンメール』が出回っている。他人はこのような手口であなたを操れることを知っているので、注意してください。何かがあなたの理解を超えているからといって、それが科学的であるとは限りません。このメールは非常にとんでもないもので、書かれていることは全くのインチキである。ネットで健康情報を読むときは、必ずその情報の出所を確認するように」。

### 日本
1999年、200万部の大ベストセラー『買ってはいけない』で、毒性や危険性が紹介され、食品添加物批判が盛り上がった。本では、「尿障害や脳腫瘍になる。胎児毒性もある」などと、科学的根拠なく主張されていた。
2005年、安部司のベストセラー『食品の裏側』により、爆発的な食品添加物バッシングが起きた。本には、「アスパルテームは尿障害の原因になる」と書かれているが、これはフェニルケトン尿症（PKU）患者のことであり、そうでない一般の人には関係ない。科学的に間違った記述で、存在しない尿障害の不安に怯えたり、砂糖ならば安全と解釈して大量摂取すると肥満や糖尿病を招くことになる。
2023年、陰謀論団体のサイト「RAPT理論」が「アスパルテームはバクテリアの糞」などのデマを流している。